# Turistická značená trasa 0538
 Turistická značená trasa 0538 je 10,1 km dlouhá červeně značená trasa Klubu českých turistů v okresech Kroměříž a Uherské Hradiště tvořící součást hřebenové trasy Chřibů západně od Buchlova. Trasa vede převážně východním směrem územím přírodního parku Chřiby.

## Průběh trasy
Turistická trasa má svůj počátek na rozcestí U Křížku v nejvyšším bodu silnice Koryčany - Vřesovice, kde přímo navazuje na stejně značenou trasu 0504 přicházející ze Ždánického lesa. Průchozí je zde též žlutě značená trasa 7596 z Osvětiman na Cimburk. Trasa stoupá zpevněnou lesní cestou severovýchodnín směrem ke studánce U Mísy, kde se nachází rozcestí se zeleně značenou trasou 4547 z Koryčan do Střílek. Trasa odtud stoupá jihovýchodním směrem po pěšině ke skalnímu útvaru Kazatelna a dále klesá ke zpevněné lesní cestě, po které pokračuje východním směrem a na které vstupuje do souběhu se zeleně značenou trasou 4547 vedoucí z Čeložnic do Starých Hutí. Po jeho konci klesá trasa jihovýchodním směrem po zpevněné lesní cestě měnící se v cestu asfaltovou do lokality Na Pile, kde přechází Dlouhou řeku a po asfaltové komunikaci stoupá východním směrem do lokality Pod Holým kopcem. Zde se nachází rozcestí a krátký souběh se zeleně značenou trasou 4543 z Hostějova na Buchlov. Trasa 0538 odtud klesá východním směrem k silnici I/50, podél které vede asi 200 metrů a poté jí přechází. Jejímu přechodu je nutné věnovat zvýšenou pozornost! Dále trasa stoupá lesní pěšinou severovýchodním směrem k hradu Buchlov, kde končí. Koncovým rozcestím prochází červeně značená trasa 0529 ze Starého Města na Brdo a zeleně značená trasa 4543 z Hostějova na Bunč. Výchozí je zde žlutě značená trasa 7556 do Buchlovic.

## Turistické zajímavosti na trase
- skalní útvar Kozel
- studánka U Mísy
- skalní útvar Kazatelna
- hrad Buchlov